# As-Safih
As-Safih – wieś w Syrii, w muhafazie Al-Hasaka, w dystrykcie Ras al-Ajn. W 2004 roku liczyła 1854 mieszkańców.